# Minneapolis-Saint Paul International Airport

i7
i11
i13
Der Minneapolis-Saint Paul International Airport (IATA-Code: MSP, ICAO-Code: KMSP), kurz MSP, ist ein Flughafen in der Metropolregion der als Twin Cities bezeichneten Städte Minneapolis und St. Paul im US-Bundesstaat Minnesota. Die Terminals befinden sich in unmittelbarer Nähe zur Mall of America.
Der Flughafen wird außerdem als Minneapolis–Saint Paul Joint Air Reserve Station von der Minnesota Air National Guard und der United States Air Force militärisch genutzt.

## Lage und Verkehrsanbindung
Der Minneapolis-Saint Paul International Airport liegt elf Kilometer südlich des Stadtzentrums von Minneapolis und elf Kilometer südwestlich des Stadtzentrums von Saint Paul. Geografisch gesehen liegt der Flughafen zum größten Teil in dem Zensus-Bezirk von Fort Snelling und darüber hinaus zu einem kleinen Teil im Süden von Minneapolis.
Das Lindbergh Terminal verfügt über eine eigene Anschlussstelle an der Minnesota State Route 5, welche östlich des Flughafens entlang führt. Das kleinere Humphrey Terminal verfügt über eine Anschlussstelle (südlich des Flughafens gelegen) an der Interstate 494, welche sich an dieser Stelle die Trasse mit der Minnesota State Route 5 teilt. Nördlich des Flughafens verläuft außerdem die Minnesota State Route 62 und westlich die Minnesota State Route 77.
Der Minneapolis-Saint Paul International Airport wird durch Busse und eine Stadtbahn in den öffentlichen Personennahverkehr eingebunden. Die Busroute 54 der Metro Transit verbindet ihn regelmäßig mit dem Stadtzentrum von Saint Paul. Mit dem Stadtzentrum von Minneapolis wird der Flughafen durch die Stadtbahnlinie Metro Blue Line, welche ebenfalls von Metro Transit betrieben wird, verbunden.

## Geschichte

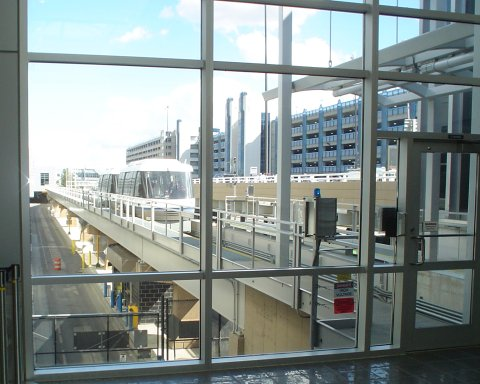
AirportTram

Der Ursprung des Flughafens Minneapolis-St. Paul liegt in einer Rennbahn, die in einen Flugplatz umgewandelt wurde. Dieser erhielt den Namen Speedway Field. 1923 wurde er zum Gedenken an die beiden Piloten aus dem Ersten Weltkrieg, Ernest Groves Wold und Cyrus Foss Chamberlain, in Wold-Chamberlain Field umbenannt. Im Jahre 1944 wurde er zunächst Minneapolis-St. Paul Metropolitan Airport/Wold-Chamberlain Field benannt, kurz darauf wurde das „Metropolitan“ durch „International“ ersetzt. 1962 wurde ein neues Passagierterminal, das heutige Terminal 1, mit zwei Concourses eröffnet. Am 2. Mai 2001 wurde das Terminal 2 eröffnet. Im Juni 2002 wurde das Terminal 1 um zwei Concourses für Regionalflugzeuge erweitert, zudem wurde der Concourse C erweitert. Im Dezember 2004 wurde das Terminal 2 erweitert. Im Oktober 2005 wurde die Start- und Landebahn 17/35 nach sechs Jahren Bauzeit in Betrieb genommen.

## Flughafenanlagen

Flughafendiagramm

Der Minneapolis-Saint Paul International Airport erstreckt sich über eine Fläche von 1186 Hektar.

### Start- und Landebahnen
Der Minneapolis-Saint Paul International Airport verfügt über vier Start- und Landebahnen, von denen zwei parallel verlaufen. Die Start- und Landebahn 12R/30L ist 3048 Meter lang und 61 Meter breit, während die Start- und Landebahn 12L/30R 2499 Meter lang und 46 Meter breit ist. Am längsten ist jedoch die Start- und Landebahn 04/22 mit einer Länge von 3355 Metern und einer Breite von 46 Metern. Die kürzeste Start- und Landebahn trägt die Kennung 17/35, ist 2438 Meter lang und ebenfalls 46 Meter breit. Sie wurde erst 2005 in Betrieb genommen. Sämtliche Start- und Landebahnen sind mit einem Belag aus Beton ausgestattet. Die Landebahn 30R ist mit einem CAT I-Instrumentenlandesystem (ILS) ausgestattet, während die Landebahn 30L über ein CAT II-Instrumentenlandesystem verfügt. Die Landebahnen 12L, 12R und 35 sind mit CAT III-Instrumentenlandesystemen ausgestattet.

### Terminals
Der Flughafen Minneapolis-St. Paul hat zwei Terminals: zum einen das Terminal 1-Lindbergh (ehemals Lindbergh Terminal, nach Charles Lindbergh) und das deutlich kleinere Terminal 2-Humphrey (ehemals Humphrey Terminal, nach Hubert H. Humphrey). Zum Transport der Passagiere innerhalb des Flughafens sind zwei Peoplemover in Betrieb.

#### Terminal 1-Lindbergh
Das Terminal 1-Lindbergh besteht aus den Concourses A bis G mit insgesamt 104 oder 114 Flugsteigen. In ihm wurden im Jahr 2022 rund 83 Prozent der abfliegenden Passagiere abgefertigt. Der erste Spatenstich erfolgte am 26. Oktober 1958, die Eröffnung des ursprünglichen Terminals fand am 13. Januar 1962 statt. Das Terminal 1 wird von Air Canada, Air France, Alaska Airlines, American Airlines, Delta Air Lines, Denver Air Connection, KLM Royal Dutch Airlines, Spirit Airlines und United Airlines genutzt.

#### Terminal 2-Humphrey
Das Terminal 2-Humphrey besteht ausschließlich aus dem Concourse H mit 14 Flugsteigen. Da es deutlich kleiner als das Terminal 1 ist, hattes es im Jahr 2022 nur einen Anteil von rund 17 Prozent an den abfliegenden Passagieren. Ab 1986 existierte bereits ein Hubert H. Humphrey International Charter Terminal. Dieses wurde zwischenzeitlich durch ein neues Humphrey Terminal ersetzt, welches im Mai 2001 mit acht Flugsteigen eröffnet wurde. Im Dezember 2004 wurden zwei weitere Flugsteige in Betrieb genommen. Der letzte Umbau wurde im Oktober 2016 abgeschlossen, unter anderem wurde vier neue Flugsteige eröffnet. Das Terminal 2 wird von Allegiant Air, Condor, Frontier, Icelandair, Jetblue Airways, Southwest Airlines und Sun Country Airlines genutzt.

### Militär
Im Norden des Flughafengeländes befindet sich die Minneapolis–Saint Paul Joint Air Reserve Station, welche sowohl vom Air Force Reserve Command der United States Air Force als auch der Minnesota Air National Guard genutzt wird. Das Air Force Reserve Command nutzt dabei das westlich der Start- und Landebahn 04/22 gelegene Vorfeld, während das Vorfeld der Minnesota Air National Guard östlich der Start- und Landebahn 04/22 liegt. Auf dem Gelände des Air Force Reserve Command ist das 934th Airlift Wing stationiert, welches mit Lockheed C-130H Hercules ausgestattet ist. Das 133rd Airlift Wing der Minnesota Air National Guard nutzt ebenfalls die Lockheed C-130H Hercules.

## Fluggesellschaften und Ziele
Der Minneapolis-Saint Paul International Airport ist eines der Drehkreuze von Delta Air Lines. Er ist Heimatflughafen der Billigfluggesellschaft Sun Country Airlines, bis zur Betriebseinstellung infolge der Fusion mit Delta Air Lines erfüllte er diese Funktion auch für Northwest Airlines. Insgesamt wird der Minneapolis-Saint Paul International Airport von 16 Fluggesellschaften genutzt.
Vom Minneapolis-Saint Paul International Airport gibt es Direktflüge zu 109 nationalen und 24 internationalen Zielen. Das einzige Ziel im deutschsprachigen Raum ist Frankfurt, welches durch Lufthansa ganzjährig und durch Condor saisonal angeflogen wird. Weitere interkontinentale Ziele liegen in Europa und Asien.

## Verkehrszahlen
| Jahr | Fluggastaufkommen | Luftfracht (Tonnen) | Luftpost (Tonnen) | Flugbewegungen (mit Militär) |
| ---- | ----------------- | ------------------- | ----------------- | ---------------------------- |
| 2022 | 31.241.822        | 208.338             | 28.112            | 310.235                      |
| 2021 | 25.202.120        | 212.677             | 22.069            | 303.892                      |
| 2020 | 14.858006         | 186.334             | 17.363            | 245.045                      |
| 2019 | 39.555.035        | 204.232             | 24.797            | 405.936                      |
| 2018 | 38.046.085        | 214.183             | 25.362            | 407.385                      |
| 2017 | 38.034.341        | 203.857             | 25.584            | 416.213                      |
| 2016 | 37.505.521        | 190.409             | 16.533            | 413.279                      |
| 2015 | 36.582.851        | 182.846             | 16.494            | 404.612                      |
| 2014 | 35.163.190        | 185.424             | 13.149            | 412.586                      |
| 2013 | 33.897.335        | 183.539             | 13.845            | 431.418                      |
| 2012 | 33.170.960        | 183.507             | 15.177            | 425.332                      |
| 2011 | 33.118.499        | 197.072             | 11.565            | 436.506                      |
| 2010 | 32.565.763        | 203.472             | 8.999             | 437.075                      |
| 2009 | 32.379.195        | 182.298             | 7.392             | 432.704                      |
| 2008 | 34.056.443        | 224.691             | 8.561             | 450.044                      |
| 2007 | 34.712.387        | 243.057             | 6.715             | 448.005                      |
| 2006 | 35.165.063        | 281.298             | 8.272             | 469.402                      |
| 2005 | 37.604.373        | 282.422             | 282.422           | 532.240                      |
| 2004 | 36.713.173        | 299.683             | 299.683           | 541.093                      |
| 2003 | 33.201.860        | 315.987             | 315.987           | 510.382                      |
| 2002 | 32.628.331        | 319.455             | 319.455           | 507.669                      |
| 2001 | 34.308.389        | 339.676             | 339.676           | 501.465                      |
| 2000 | 36.688.159        | 369.888             | 369.888           | 523.014                      |
| 1999 | 34.721.879        | 366.465             | 366.465           | 510.421                      |
| 1998 | 28.532.487        | 365.680             | 365.680           | 482.776                      |

1. ↑  Bis 2005

### Verkehrsreichste Strecken
| Rang | Stadt                      | Passagiere | Fluggesellschaft                                |
| ---- | -------------------------- | ---------- | ----------------------------------------------- |
| 01   | Denver, Colorado           | 755.590    | Delta, Frontier, Southwest, Sun Country, United |
| 02   | Phoenix, Arizona           | 626.320    | American, Delta, Sun Country                    |
| 03   | Chicago–O’Hare, Illinois   | 565.770    | American, Delta, Sun Country, United            |
| 04   | Atlanta, Georgia           | 565.230    | Delta, Southwest, Spirit                        |
| 05   | Las Vegas, Nevada          | 563.270    | Delta, Spirit, Sun Country                      |
| 06   | Orlando, Florida           | 509.840    | Delta, Southwest, Sun Country                   |
| 07   | Los Angeles, Kalifornien   | 498.120    | Delta, Sun Country                              |
| 08   | Seattle-Tacoma, Washington | 453.210    | Alaska, Delta                                   |
| 09   | Dallas/Fort Worth, Texas   | 409.250    | American, Delta, Sun Country                    |
| 10   | Fort Myers, Florida        | 346.600    | Delta, Sun Country                              |

## Zwischenfälle
- Am 7. März 1950 wurde eine Martin 2-0-2 der US-amerikanischen Northwest Airlines (Luftfahrzeugkennzeichen N93050) im Anflug auf die Landebahn 35 des Flughafens Minneapolis-Saint Paul in den Boden geflogen. In schlechtem Wetter flogen die Piloten das Flugzeug beim Versuch eines Sichtanflugs unter den Gleitpfad des Instrumentenlandesystems und weit weg vom Signal des Landekurssenders, woraufhin es in einer Höhe von nur 21 Metern rund 1,3 Kilometer vor der Landebahn und 200 Meter westlich der Anfluglinie mit einer Fahnenstange kollidierte. Die beschädigte Maschine flog dann noch 6,1 Kilometer nach Westen weiter von Kurs weg, bis die linke Tragfläche abbrach und es zum Absturz auf ein Haus kam. Das ausgebrochene Feuer zerstörte auch das Wohnhaus. Durch diesen Unfall wurden alle 13 Insassen, drei Besatzungsmitglieder und 10 Passagiere, getötet, ebenso wie die zwei Bewohner des brennenden Hauses (siehe auch Northwest-Airlines-Flug 307).[26]

- Am 5. Mai 1950 kam es mit einer Curtiss TC-46D Commando der United States Air Force (USAF) (44-77692) nach dem Start vom Wold–Chamberlain Field (heute Minneapolis-Saint Paul International Airport) in schlechtem Wetter zu einer Bruchlandung. Der linke Motor fing nach dem Absturz Feuer. Alle 31 Insassen, drei Besatzungsmitglieder und 28 Passagiere, überlebten den Unfall unverletzt. Das Flugzeug wurde zerstört.[27]

- Am 13. Oktober 1950 stürzte eine Martin 2-0-2 der Northwest Airlines (N93037) bei Almelund (Minnesota) ab, 75 Kilometer nordnordöstlich des Startflughafens Minneapolis-Saint Paul. Nachdem sich der rechte Propeller von alleine in die Umkehrschub-Stellung gebracht hatte, war das Flugzeug nicht mehr zu kontrollieren und stürzte zu Boden. Alle 6 Insassen, drei Besatzungsmitglieder und drei Passagiere, kamen ums Leben (siehe auch Flugunfall der Northwest Airlines bei Almelund).[28]

- Am 28. August 1958 verunglückte eine Douglas DC-6B der US-amerikanischen Northwest Airlines (N575) beim Start vom Flughafen Minneapolis-Saint Paul. Alle 62 Insassen, vier Besatzungsmitglieder und 58 Passagiere, überlebten den Unfall. Nach der erfolgreichen Evakuierung ging das Flugzeug in Flammen auf. Es wurde irreparabel beschädigt. Der Unfall wurde auf Unaufmerksamkeit der Piloten beim Start unter schlechten Sichtverhältnissen zurückgeführt.[29]